# Entoloma sodale
Entoloma sodale är en svampart som beskrevs av Kühner & Romagn. ex Noordel. 1982. Entoloma sodale ingår i släktet Entoloma och familjen Entolomataceae.  Arten är reproducerande i Sverige. Inga underarter finns listade i Catalogue of Life.

## Källor

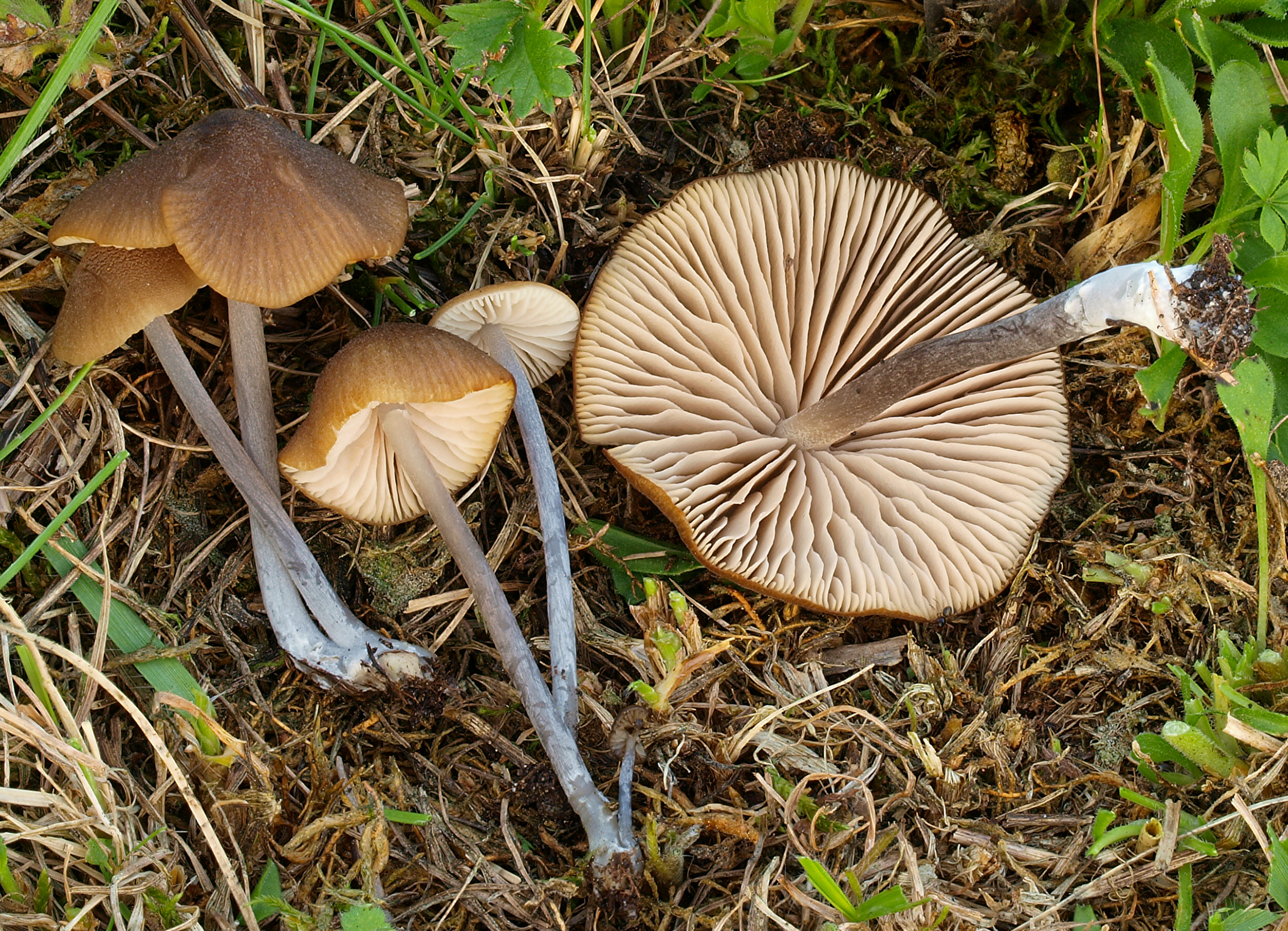